# آرامگاه گلچقانه
بقعه گلچقانه مربوط به اوائل دوره صفوی است و در کاشان، خیابان فاضل نراقی، کوچه زیارت گلچقانه، روبروی خیابان علوی واقع شده و این اثر در تاریخ ۱۰ خرداد ۱۳۸۲ با شمارهٔ ثبت ۹۰۳۲ به‌عنوان یکی از آثار ملی ایران به ثبت رسیده است.